# ConnectBot
ConnectBot és un client de codi obert Secure Shell per al sistema operatiu Android. Permet als usuaris iniciar sessió de manera segura de forma remota a servidors que executin un dimoni shell segur. Això permet a l'usuari introduir ordres des del seu dispositiu Android i tenir les comandes executades al servidor remot en lloc del dispositiu Android local. Usa el xifratge estàndard SSH2 per guardar les ordres i les dades que es transmetin des dels clients a la xarxa.

## Característiques
- Admet l'accés amb un nom d'usuari i una contrasenya a qualsevol servidor arbitrari de la xarxa local o d'Internet
- Admet connexions basades en un paràmetre de clau públic/privat en lloc del nom d'usuari/contrasenya per augmentar la seguretat
- Permet guardar els amfitrions amb accés freqüent en un menú, de manera que es poden tornar a connectar

Un cop feta la connexió amb el servidor remot, el programa presenta a l'usuari un terminal on es pot enviar/rebre entrada i sortida igual que si l'usuari estigués assegut davant d'un terminal del servidor real.

## Recepció
ConnectBot és el client Secure Shell més popular disponible per al sistema operatiu Android, amb més de 1.000.000 de descàrregues i més de 43.000 qualificacions a Google Play amb una qualificació mitjana de 4.5/5.

## Productes basats en ConnectBot
- GSW ConnectBot a Google Play.[2] Afegeix funcions de desplegament massiu comercial que inclouen llicències de xarxa, configuració des d'un servidor MS Windows, actualitzacions de la versió de LAN, algoritmes de seguretat forts que no utilitzen SHA-1 .
- VX ConnectBot a Google Play.[3] Afegeix transferències de fitxers SCP, captures de pantalla, exportació de claus privades, funció de clicar i mantenir els menús, i reenviament de X11.